# Neagolius limbolarius
Neagolius limbolarius es una especie de escarabajo del género Neagolius, familia Aphodiidae. Fue descrita científicamente por Reitter en 1882.
Se distribuye por Europa (Austria). Vive en montañas de Europa. Mide 4-5,5 milímetros de longitud.